# 아이소말토올리고당
아이소말토올리고당(영어: isomaltooligosaccharide, IMO)은 소화가 잘 되지 않는 짧은 사슬 탄수화물의 혼합물이다. 아이소말토올리고당은 일부 식품에서 자연적으로 발견되며 상업적으로 제조된다. 아이소말토올리고당 제조에 사용되는 원료는 녹말이며 효소에 의해 아이소말토올리고당의 혼합물로 전환된다.

## 같이 보기
- 프럭토올리고당 (FOS)
- 갈락토올리고당 (GOS)
- 자일로올리고당 (XOS)